# John Henson
John Allen Henson (28 de dezembro de 1990) é um basquetebolista profissional norte-americano que atualmente joga pelo Detroit Pistons da National Basketball Association (NBA).
Ele jogou basquete universitário na Universidade da Carolina do Norte e foi selecionado pelo Milwaukee Bucks na 14ª escolha geral do Draft da NBA de 2012.

## Carreira no ensino médio
Por três anos, Henson frequentou a Round Rock High School em Round Rock, Texas. No último ano, Henson foi transferido para a Sickles High School em Tampa, Flórida.
Ele usava a camisa número 33 e teve médias de 17,6 pontos, 12,2 rebotes e 6,1 bloqueios em sua última temporada. Henson liderou a equipe para um recorde de 24-5 e um recorde perfeito de 10-0 na liga, mas a equipe perdeu para Lakeland por 48-43 nas semifinais regionais da Classe 6A da Flórida FHSAA.

### Recrutamento
Henson era um jogador muito procurado e foi classificado pelo Scout.com como o melhor Ala-pivô e o 4° melhor jogador na classe de recrutamento de 2009.
Quando solicitado a avaliar Henson, o técnico Roy Williams disse que Henson tinha "braços tremendamente longos" e previu que "provavelmente bloquearia mais chutes do que qualquer jogador de perímetro no basquete universitário".

## Carreira na faculdade

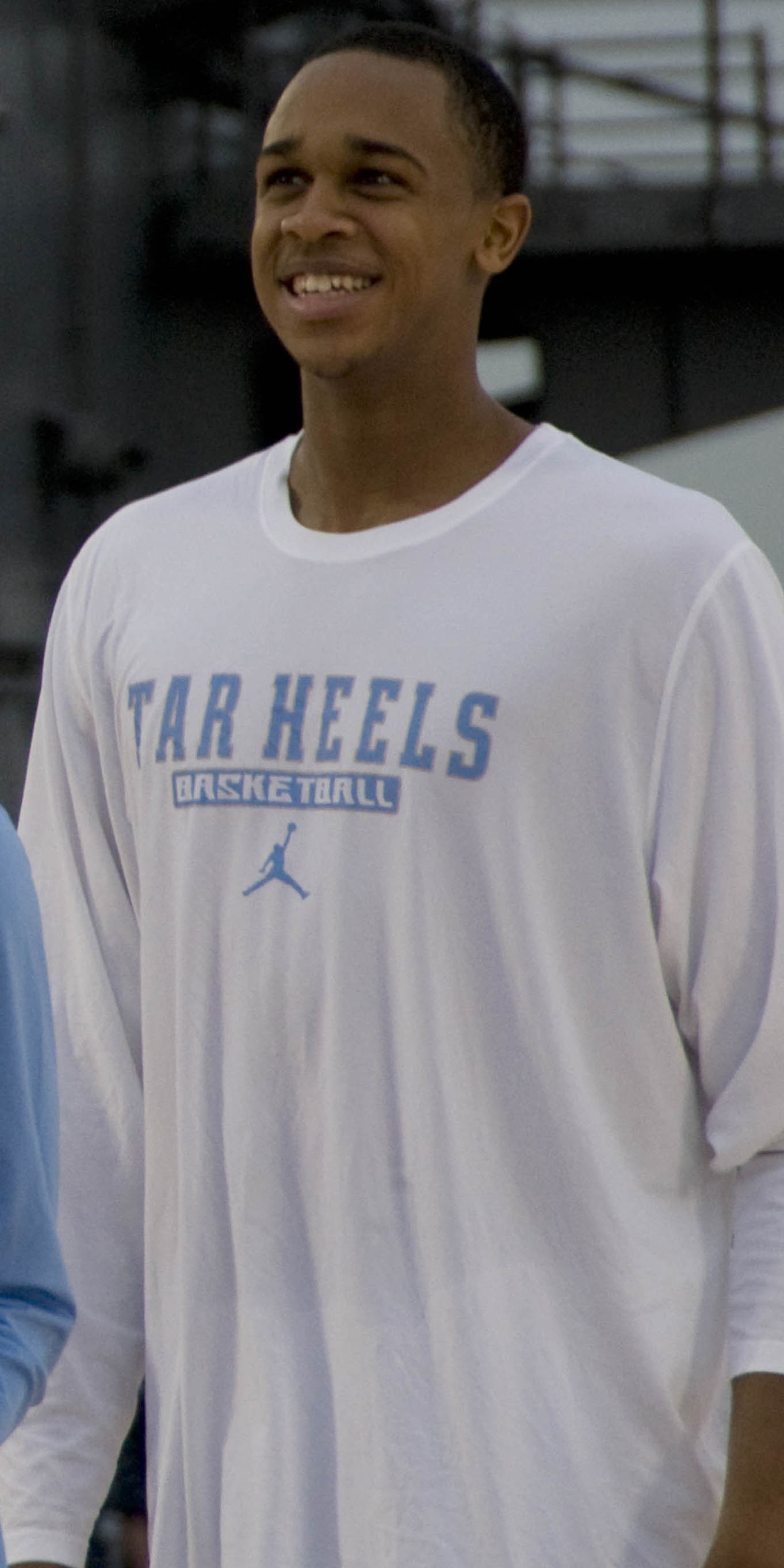
Henson com Tar Heels em novembro de 2011

Henson se comprometeu com a Universidade da Carolina do Norte e começou a temporada como o Ala titular. Com a lesão de Ed Davis, Henson passou para a posição de Ala-pivô em meados de fevereiro de 2010. Após a mudança, o desempenho de Henson melhorou e ele teve uma média de 9,4 pontos por jogo nos últimos 16 jogos da temporada. No entanto, o Tar Heels não foi para o Torneio da NCAA pois perdeu para  Dayton nas finais do NIT.
Em seu segundo ano, Henson foi o vencedor do prêmio de Jogador Defensivo do Ano da ACC com médias de 11,7 pontos, 10,1 rebotes e 3,2 bloqueios em 26.7 minutos.
Em seu terceiro ano, ele foi novamente nomeado o Jogador Defensivo do Ano da ACC com média de 13,7 pontos, 9,9 rebotes e 2,9 bloqueios em 29.1 minutos.
Em 29 de março de 2012, ele se declarou para o Draft da NBA, deixando seu último ano de elegibilidade para a faculdade.

## Carreira profissional

### Milwaukee Bucks (2012–2018)

#### Temporada de calouro

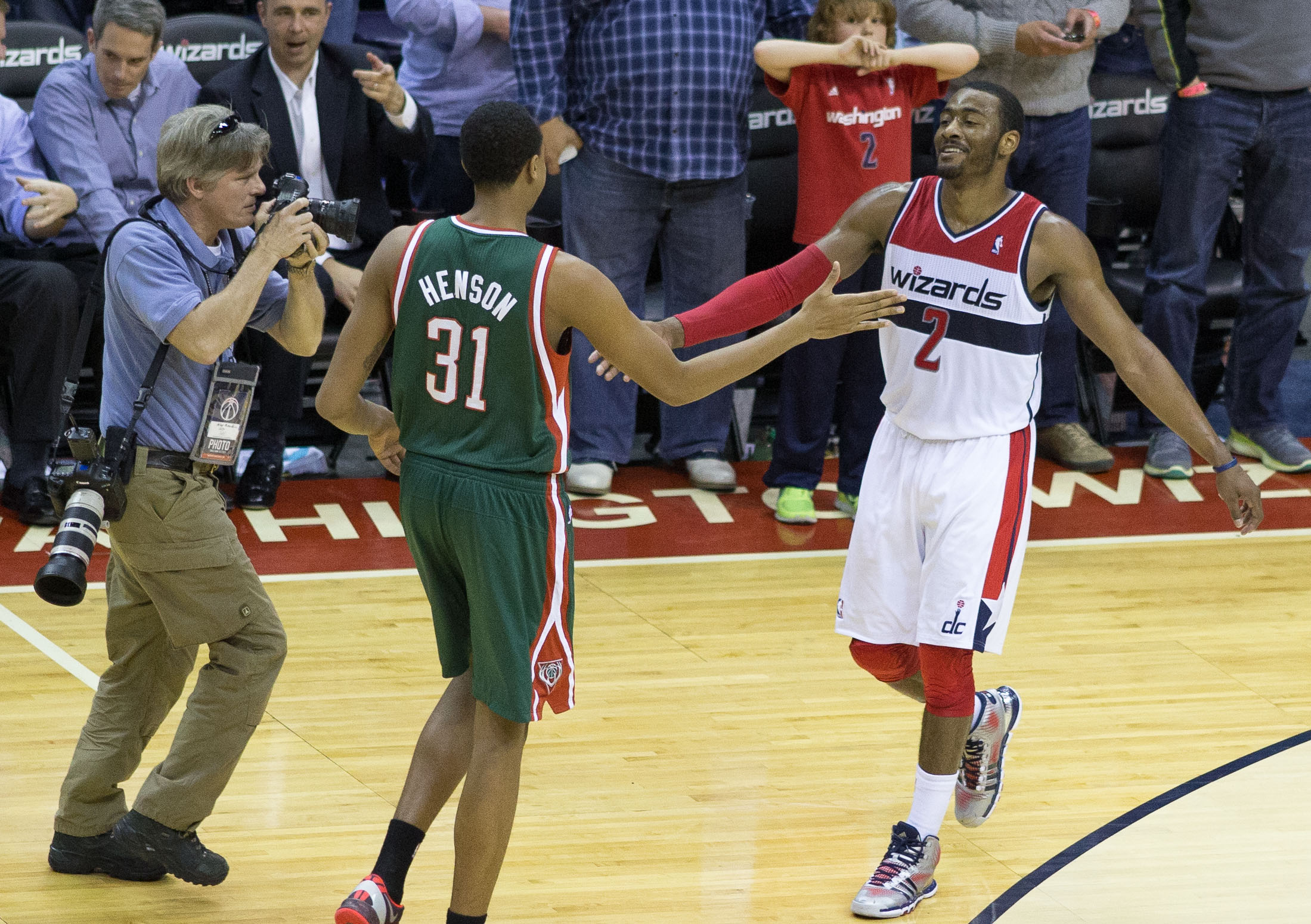
Henson com os Bucks em março de 2013, cumprimentando John Wall do Washington Wizards

Em 28 de junho de 2012, Henson foi selecionado pelo Milwaukee Bucks na 14ª escolha geral do Draft da NBA de 2012. Em 10 de julho de 2012, ele assinou seu contrato de novato com os Bucks. Em 10 de abril de 2013, ele teve o melhor jogo da temporada com 17 pontos, 25 rebotes e sete bloqueios em uma derrota por 113-103 para o Orlando Magic.
Em sua primeira temporada, ele jogou em 63 jogos e teve médias de 6.0 pontos, 4.7 rebotes e 0.7 bloqueios em 13.1 minutos.

#### Temporada de 2013-14
Em 19 de outubro de 2013, os Bucks exerceu sua opção de renovação no contrato de novato de Henson, estendendo o contrato até a temporada de 2014-15. Ele teve seu melhor jogo em uma derrota para o New York Knicks por 107-101, onde ele registrou 25 pontos e 17 rebotes em 50 minutos.
Nessa temporada, ele jogou em 70 jogos e teve uma média de 11,1 pontos, 7,1 rebotes e 1.7 bloqueios em 26.5 minutos.

#### Temporada de 2014-15
Em 16 de outubro de 2014, os Bucks exerceu sua opção de renovação no contrato de novato de Henson, estendendo o contrato até a temporada de 2015-16.
Henson disputou 67 jogos pelo Milwaukee na temporada de 2014-15 e teve médias de 7,0 pontos, 4,7 rebotes e 2.0 bloqueios em 18.3 minutos. Ele terminou em quinto na liga em bloqueios por jogo e se tornou um dos apenas sete jogadores na história dos Bucks com média de mais de 2,0 bloqueios em uma única temporada. Henson bloqueou pelo menos um arremesso em 20 jogos seguidos de 26 de dezembro a 22 de fevereiro.

#### Temporada de 2015-16
Em 2 de outubro de 2015, Henson assinou uma extensão de contrato de quatro anos e US $ 45 milhões com os Bucks.
Em 6 de novembro de 2015, apenas em seu segundo jogo da temporada de 2015-16, Henson marcou 22 pontos vindo do banco em uma vitória por 99-92 sobre o New York Knicks.
Nessa temporada, ele jogou em 57 jogos e teve uma média de 7.0 pontos, 3.9 rebotes e 1.9 bloqueios em 16.8 minutos.

#### Temporada de 2016-17
Em 29 de outubro de 2016, Henson fez a cesta que venceu o jogo contra o Brooklyn Nets. Em 21 minutos, ele registrou 12 rebotes, sete pontos, três assistências, dois roubos de bola e dois bloqueios na vitória por 110-108.
Nessa temporada, ele jogou em 58 jogos e teve uma média de 6.8 pontos, 5.1 rebotes e 1.3 bloqueios em 19.4 minutos.

#### Temporada de 2017-18
Em 4 de fevereiro de 2018, Henson registrou 19 pontos e 18 rebotes em uma vitória por 109-94 sobre o Brooklyn Nets.
Em 16 de novembro de 2018, Henson foi descartado por aproximadamente 12 semanas com uma lesão no ligamento do punho esquerdo. Ele passou por uma operação em 28 de novembro.
Em 7 temporada em Milwaukee, ele jogou em 405 jogos e registrou 3.162 pontos, 2.206 rebotes e 600 bloqueios (5° na história da franquia).

### Cleveland Cavaliers (2018 – Presente)
Em 7 de dezembro de 2018, Henson foi negociado, junto com Matthew Dellavedova e escolhas de Draft de 2021, para o Cleveland Cavaliers em um contrato de cinco jogadores e três equipes. Os Cavs também receberam a escolha de segunda rodada do Washington Wizards em 2022. Os Bucks receberam George Hill, Jason Smith e uma escolha de segunda rodada de 2021. Os Wizards receberam Sam Dekker.

## Estatísticas

### NBA

#### Temporada regular
| Ano      | Time      | PJ  | MPJ  | AP   | 3P   | LL   | RT  | AS  | BR | TO  | PPJ  |
| -------- | --------- | --- | ---- | ---- | ---- | ---- | --- | --- | -- | --- | ---- |
| 2012–13  | Milwaukee | 63  | 13.1 | .482 | .000 | .533 | 4.7 | .5  | .3 | .7  | 6.0  |
| 2013–14  | Milwaukee | 70  | 26.5 | .538 | .000 | .514 | 7.1 | 1.6 | .6 | 1.7 | 11.1 |
| 2014–15  | Milwaukee | 67  | 18.3 | .566 | –    | .569 | 4.7 | .9  | .4 | 2.0 | 7.0  |
| 2015–16  | Milwaukee | 57  | 16.8 | .564 | .000 | .590 | 3.9 | .9  | .3 | 1.9 | 7.0  |
| 2016–17  | Milwaukee | 58  | 19.4 | .515 | .000 | .692 | 5.1 | 1.0 | .5 | 1.3 | 6.8  |
| 2017–18  | Milwaukee | 76  | 25.9 | .572 | .143 | .570 | 6.8 | 1.5 | .6 | 1.4 | 8.8  |
| 2018–19  | Milwaukee | 14  | 13.4 | .463 | .355 | .600 | 5.1 | 1.0 | .5 | .8  | 5.6  |
| Carreira | Carreira  | 405 | 20.1 | .539 | .273 | .572 | 5.4 | 1.1 | .5 | 1.5 | 7.8  |

#### Playoffs
| Ano      | Time      | PJ | MPJ  | AP   | 3P   | LL    | RT  | AS  | BR | TO  | PPJ |
| -------- | --------- | -- | ---- | ---- | ---- | ----- | --- | --- | -- | --- | --- |
| 2013     | Milwaukee | 4  | 8.3  | .273 | .000 | –     | 2.0 | .3  | .5 | .0  | 1.5 |
| 2015     | Milwaukee | 6  | 25.5 | .585 | .000 | .357  | 8.0 | .7  | .8 | 1.7 | 8.8 |
| 2017     | Milwaukee | 2  | 6.0  | .250 | –    | 1.000 | 2.0 | .0  | .5 | .0  | 1.5 |
| 2018     | Milwaukee | 2  | 37.0 | .692 | –    | .500  | 6.0 | 2.5 | .0 | 3.5 | 9.5 |
| Carreira | Carreira  | 14 | 19.4 | .536 | .000 | .412  | 5.1 | .7  | .6 | 1.2 | 5.8 |

### Faculdade
| Ano      | Time           | PJ  | MPJ  | AP   | 3P   | LL   | RT   | AS  | BR | TO  | PPJ  |
| -------- | -------------- | --- | ---- | ---- | ---- | ---- | ---- | --- | -- | --- | ---- |
| 2009–10  | North Carolina | 37  | 15.8 | .486 | .222 | .438 | 4.4  | .9  | .7 | 1.6 | 5.7  |
| 2010–11  | North Carolina | 37  | 26.7 | .500 | .167 | .482 | 10.1 | .8  | .6 | 3.2 | 11.7 |
| 2011–12  | North Carolina | 35  | 29.1 | .500 | –    | .511 | 9.9  | 1.3 | .6 | 2.9 | 13.7 |
| Carreira | Carreira       | 109 | 23.8 | .497 | .208 | .484 | 8.1  | 1.0 | .6 | 2.5 | 10.3 |

Fonte:

## Vida pessoal
Henson é o filho de Matt e Annette Henson. Seu pai jogou basquete na Universidade Estadual de Norfolk. Sua irmã, Amber, jogava basquete na Universidade Duke.

Henson é embaixador da Up2Us Sports, uma organização nacional sem fins lucrativos dedicada a apoiar jovens carentes, fornecendo a eles treinadores para ajudar no desenvolvimento da juventude.